# سافيو روبرتو
سافيو روبرتو هو لاعب كرة قدم برازيلي في مركز الوسط، ولد في 30 أبريل 1996 في سالفادور في البرازيل. لعب مع نادي باهيا.

## وصلات خارجية
- سافيو روبرتو على موقع قاعدة بيانات كرة القدم.إي يو (الإنجليزية)
- سافيو روبرتو على موقع Soccerway.com (الإنجليزية)